# Álvaro Anzola
Álvaro Anzola (Bogotá, Colombia; 15 de octubre de 1980) es un licenciado en Educación Física, Administración de Empresas, exfutbolista y entrenador colombiano. Actualmente no dirige a ningún club.

## Jugador

### Millonarios FC
Anzola se formó en la Divisiones menores de Millonarios. Fue promovido al equipo profesional en el año 1998 siendo el cuarto arquero de la institución siendo el suplente de: Héctor Burguez y Andrés "Roque" López y Raúl Escobar. Anzola en dicha temporada fue su suplente en un partido frente al América de Cali.
Para 2002 reaparece en la nómina de Millonarios luego de que Héctor Burguez y Eduardo Niño se lesionaran. Tras esta situación Anzola logra su debut profesional jugando el Clásico bogotano ante Independiente Santa Fe.
En 2005 luego de no poder consolidarse y siendo el suplente de José Cuadrado y el uruguayo Juán Francisco Hirigoyen decide marcharse del club tras 7 temporadas.
| Club              | Año               | Partidos | Goles |
| ----------------- | ----------------- | -------- | ----- |
| Millonarios       | 1998              | 0        | 0     |
| Millonarios       | 1999              | 0        | 0     |
| Millonarios       | 2000              | 0        | 0     |
| Millonarios       | 2001              | 0        | 0     |
| Millonarios       | 2002              | 1        | 0     |
| Millonarios       | 2003              | 5        | 0     |
| Millonarios       | 2004              | 1        | 0     |
| Millonarios       | 2005              | 1        | 0     |
| Total Millonarios | Total Millonarios | 8        | 0     |

### Pumas de Casanare, Boyacá Chicó y América de Cali
En 2006 es contratado por el Pumas de Casanare donde solo juega un semestre. En 2007 llega al Boyacá Chicó. 
En 2008 se consagró campeón con el América de Cali disputando la posición junto a José Huber Escobar y Adrian Berbia.

### Inti-Gas y Tauro FC
Tras 10 años en el profesionalismo en la temporada 2009-2010 por fin logra consolidarse como titular al servicio del 
Inti-Gas de Deportes de Perú, al que llegó por petición del entrenador Peinadito Ospina. Continúaria su carrera en el fútbol panameño al servicio del Tauro FC siendo titular en todos los partidos de la temporada.

## Dirección técnica
En 2013 pese a pasar por su mejor momento deportivo como jugador Anzola anuncia su retiro debido a motivos personales.
Entre 2016 y 2021 se desempeña como entrenador de arqueros en las Divisiones menores de Millonarios.
Paralelamente entre 2017 y 2019 es el asistente técnico de Orlando Restrepo en la Selección de fútbol sub-17 de Colombia y Selección de fútbol sub-15 de Colombia.
En 2021 integra el cuerpo técnico de Carlos Gómez en Millonarios Femenino, entre 2022 y 2023 es el entrenador en propiedad.

## Clubes

### Como jugador
| Club              | País     | Año         | PJ |
| ----------------- | -------- | ----------- | -- |
| Millonarios       | Colombia | 1998-2005   | 8  |
| Pumas de Casanare | Colombia | 2006        | 3  |
| Boyacá Chicó      | Colombia | 2006 - 2007 | 0  |
| América de Cali   | Colombia | 2008        | 2  |
| Inti Gas          | Perú     | 2009-2010   | 32 |
| Tauro             | Panamá   | 2011-2012   | 15 |

### Como asistente técnico
| Club                              | País     | Año         | Rol                    |
| --------------------------------- | -------- | ----------- | ---------------------- |
| Divisiones menores de Millonarios | Colombia | 2016 - 2021 | Preparador de arqueros |
| Selección Colombia Sub-17         | Colombia | 2017 - 2018 | Preparador de arqueros |
| Selección Colombia Sub-15         | Colombia | 2019        | Preparador de arqueros |
| Millonarios Femenino              | Colombia | 2021        | Preparador de arqueros |

### Como entrenador
| Club                 | País     | Año         |
| -------------------- | -------- | ----------- |
| Millonarios Femenino | Colombia | 2022 - 2023 |

## Estadísticas como entrenador
| Millonarios Femenino · Colombia | 1ª                  | 2022                | 18 | 8  | 3 | 7  | - | - | - | - | - | - | - | - | 18 | 8  | 3 | 7  | 50%    | 18 | 15 | +3 |
| Millonarios Femenino · Colombia | 1ª                  | 2023                | 16 | 6  | 4 | 6  | - | - | - | - | - | - | - | - | 16 | 6  | 4 | 6  | 45.83% | 23 | 21 | +2 |
| Millonarios Femenino · Colombia | Total               | Total               | 34 | 14 | 7 | 13 | 0 | 0 | 0 | 0 | 0 | 0 | 0 | 0 | 34 | 14 | 7 | 13 | 48.04% | 41 | 36 | +5 |
| Total en su carrera             | Total en su carrera | Total en su carrera | 34 | 14 | 7 | 13 | 0 | 0 | 0 | 0 | 0 | 0 | 0 | 0 | 34 | 14 | 7 | 13 | 48.04% | 41 | 36 | +5 |
| 1. 2.                           |                     |                     |    |    |   |    |   |   |   |   |   |   |   |   |    |    |   |    |        |    |    |    |

## Palmarés

### Torneos nacionales
| Título              | Club            | País     | Año  |
| ------------------- | --------------- | -------- | ---- |
| Torneo Finalización | América de Cali | Colombia | 2008 |
| Primera División    | Tauro           | Panamá   | 2012 |

### Copas internacionales
| Título          | Club        | País    | Año  |
| --------------- | ----------- | ------- | ---- |
| Copa Merconorte | Millonarios | Ecuador | 2001 |